# Милі в моєму взутті
«Милі в моєму взутті» (араб. مسافة ميل بحذائي) — марокканський драматичний фільм-трилер, знятий Саїдом Халлафом. Світова прем'єра стрічки відбулась 17 червня 2016 року на Дурбанському міжнародному кінофестивалі. Фільм розповідає про бідного підлітка, який хоче помститися суспільству за свої страждання.
Фільм був висунутий Марокко на премію «Оскар» за найкращий фільм іноземною мовою.

## У ролях
- Емін Еннаджі
- Нуфісса Бенчачеда
- Абделла Аджіл
- Равія Фатіма
- Абделла Чакірі